# Krigsåret 1870

## Pågående krig
- Fransk-tyska kriget 1870 - 1871)[1]
  - Nordtyska förbundet med Preussen i ledningen, Baden, Bayern och Württemberg på ena sidan
  - Frankrike på andra sidan

- Nyzeeländska krigen (1845-1872)
  - Brittiska imperiet på ena sidan.
  - Maori på andra sidan.

- Trippelallianskriget (1864 - 1870)[1]
  - Paraguay på ena sidan
  - Brasilien, Argentina och Uruguay på andra sidan

## Händelser

### Juli

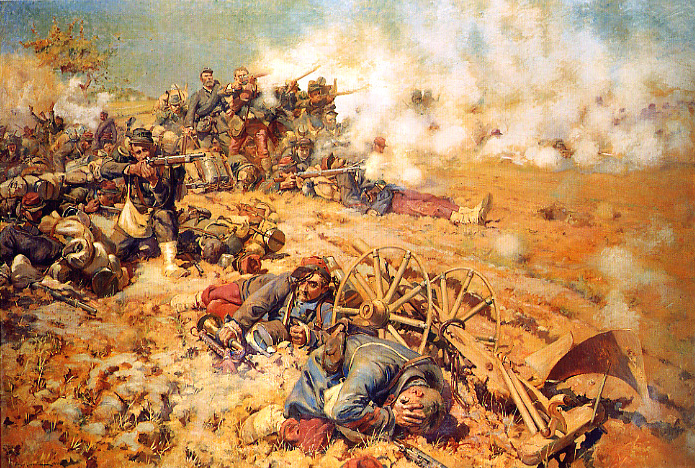
Krig: Frankrike mot Preussen.

- 19 - Frankrike förklarar krig mot Preussen.

### Augusti
- 18 augusti - Det tyska allierade besegrar fransmännen i slaget vid Gravelotte, varpå den franska armén omringas i Metz.

### September
- 1 september - Preussen och Bayern tillfångatar Napoleon III i slaget vid Sedan under fransk-tyska kriget.

### Fotnoter
1. 1 2  ”World Statesmen”. http://www.worldstatesmen.org/WARS.html. Läst 28 juni 2011.